# Università Victoria di Manchester
L'Università Victoria di Manchester è stata un'università a Manchester, nel Regno Unito. Fondata nel 1851 come Owens College (dal nome del commerciante di tessuti John Owens), ricevette la sua Royal Charter nel 1880 e così facendo divenne la prima istituzione della Federal Victoria University.
Nell'ottobre 2004, l'Università Victoria di Manchester si è fusa con l'UMIST per formare una delle più grandi università del Regno Unito, l'Università di Manchester.